# Universidad Abdelmalek Essaâdi
La Universidad Abdelmalek Essaâdi es una universidad marroquí pública creada en 1989. Es considerada como la principal universidad del norte del reino marroquí. Esta universidad está compuesta por 15 instituciones, incluidas escuelas y establecimientos repartidos por  la región Región de Tánger-Tetuán-Alhucemas y en la ciudad de Larache. Cubre los campos de la ciencia, derecho, economía, letras y humanidades, ciencia y tecnología. La Universidad instaló en 2016, el Instituto CONFUCIUS el tercer instituto a nivel nacional para aprender el idioma chino.
La Universidad está clasificada 82.ª en la clasificación regional 2016 de las universidades árabes (U.S.News & World Report).

## Historia
La universidad fue nombrada en honor al Sultan Saadien Abu Marwan Abd al-Malik, cuyas tropas salieron victoriosas de la batalla de  Oued El-Makhazine —también llamada Batalla de los Tres Reyes— contra el Rey de Portugal Sebastián I y sus aliados, ubicados cerca de Ksar El Kébir.
Realizada desde un primer núcleo instalado en 1982, la creación de la Universidad Abdelmalek Essaâdi llegó en un momento oportuno cuando Marruecos había emprendido, tanto económica como políticamente, una estrategia de regionalización, dirigida a fortalecer la descentralización, mediante la creación de un núcleo universitario cuyo objetivo principal sea adaptar el potencial en términos de capacitación e investigación a las necesidades específicas de la región noroeste.

## La estructura de la Universidad
| Escuela/Facultad                                          | Campus        | Año de creación | Sitio Web                                                              |
| --------------------------------------------------------- | ------------- | --------------- | ---------------------------------------------------------------------- |
| Facultad de las letras y de las ciencias humanas          | Río Martín    | 1982            | http://www.flsht.ac.ma                                                 |
| Facultad de las ciencias                                  | Tetuán        | 1982            | http://www.fst.ac.ma                                                   |
| Escuela superior Roi Fahd de traducción                   | Tánger        | 1986            | http://ecoleroifahd.uae.ma                                             |
| Facultad Ossoul Eddine                                    | Tetuán        | 2017            | http://www.fod.ac.ma                                                   |
| Escuela normal superior                                   | Martil        | 1987            | https://web.archive.org/web/20151128161248/http://www.enstetouanet.ma/ |
| Escuela nacional empresarial de Tánger                    | Tánger        | 1995            | http://www.encgt.ma                                                    |
| Facultad de las ciencias jurídicas, económicas y sociales | Tánger        | 1997            | http://www.fsjeste.ma                                                  |
| Escuela nacional de las ciencias aplicadas                | Tánger        | 1998            | http://www.ensat.ac.ma                                                 |
| Facultad de las ciencias jurídicas, económicas y sociales | Tetuán-Martil | 2017            | http://www.fsjeste.ma                                                  |
| Escuela nacional de las ciencias aplicadas                | Tetuán        | 2008            | https://web.archive.org/web/20200414181232/http://www.uae.ma/ensate/   |
| Facultad de las ciencias y técnicas                       | Tánger        | 1995            | http://www.fstt.ac.ma                                                  |
| Facultad polydisciplinaire                                | Larache       | 2009            | http://www.fpl.ma                                                      |
| Facultad de medicina y de farmacia                        | Tánger        | 2016            | https://web.archive.org/web/20180804001534/http://fmpt.uae.ac.ma/      |
| escuela Nacional de las Ciencias Aplicadas                | Alhucemas     | 2008            | https://ensah.ma                                                       |
| Facultad de las Ciencias y Técnicas                       | Alhucemas     | 2012            | http://fsth.ma/                                                        |